# Frankenstein (film, 1994)
Frankenstein (engelska: Mary Shelley's Frankenstein) är en amerikansk skräckfilm från 1994 i regi av Kenneth Branagh. Filmen bygger på Mary Wollstonecraft Shelleys roman Frankenstein.

## Handling
Medicinstudenten Victor Frankenstein kommer i kontakt med en man som har lyckats återskapa liv ur död materia och blir besatt av idén. Av ihopsydda likdelar skapar han en man som får liv. Monstret flyr och lär sig tala och läsa, gömd i ett uthus. Han blir allt ilsknare mot mänskligheten och lovar att hämnas på Frankenstein.

## Rollista i urval
| Robert De Niro       | – Monstret                       |
| Kenneth Branagh      | – Victor Frankenstein            |
| Tom Hulce            | – Henry Clerval                  |
| Helena Bonham Carter | – Elizabeth                      |
| Aidan Quinn          | – Kapten Robert Walton           |
| Ian Holm             | – Baron Frankenstein             |
| Richard Briers       | – Grandfather                    |
| John Cleese          | – Professor Waldman              |
| Robert Hardy         | – Professor Krempe               |
| Cherie Lunghi        | – Caroline Beaufort Frankenstein |
| Celia Imrie          | – Mrs. Moritz                    |
| Trevyn McDowell      | – Justine                        |
| Gerard Horan         | – Claude                         |
| Mark Hadfield        | – Felix                          |
| Joanna Roth          | – Marie                          |